# Porotrichum chilense
Porotrichum chilense är en bladmossart som beskrevs av Thériot 1924. Porotrichum chilense ingår i släktet Porotrichum och familjen Neckeraceae. Inga underarter finns listade i Catalogue of Life.